# Dranovățu
Dranovățu – wieś w Rumunii, w okręgu Aluta, w gminie Găneasa. W 2011 roku liczyła 953 mieszkańców.